# Adetomyrma venatrix
Adetomyrma venatrix је инсект из реда Hymenoptera. 

## Угроженост
Ова врста је крајње угрожена и у великој опасности од изумирања.

## Распрострањење
Ареал врсте је ограничен на једну државу. 
Мадагаскар је једино познато природно станиште врсте.

## Станиште
Врста Adetomyrma venatrix је присутна на подручју острва Мадагаскар. 